# Invasión (serie de televisión)
Invasión (inglés: Invasion) fue una serie de ciencia ficción estadounidense transmitida por el canal ABC, la cual solo duró una temporada, comenzando en septiembre del 2005 antes de ser cancelada. La serie comienza cuando un huracán toca la Península de Florida infiltrando en el agua extraterrestres, que luego se apoderan de los cuerpos de las personas, clonándolos (primero las personas se sumergen en el agua y son arrastradas por una extraña luz). La serie fue producida por Shaun Cassidy Productions y Warner Bros. Television.
Debido a las consecuencias del huracán Katrina en el sur de Estados Unidos las promociones fueron suprimidas rápidamente por la ABC. En ese momento la publicidad cambió de énfasis, dándose más importancia a la invasión alienígena, mientras que el huracán no recibió ninguna mención. La premier también advertía que la serie tenía imágenes de un huracán ficticio para las personas extremadamente sensibles.

## Personajes
- Eddie Cibrian es Russell Varon.
- Kari Matchett es la Dr. Mariel Underlay
- William Fichtner es el Sheriff Tom Underlay.
- Lisa Sheridan es Larkin Groves.
- Tyler Labine es Dave Groves.
- Alexis Dziena es Kira Underlay.
- Evan Peters es Jesse Varon.
- Ariel Gade es Rose Varon.
- Aisha Hinds es Mona Gómez.